# Бачелор, Джефф
Джефф Бачелор (англ. Jeff Batchelor; род. 29 апреля 1988 года, Оквилл, Онтарио, Канада) — канадский сноубордист, участник олимпийских игр 2010 года в Ванкувере. Серебряный призёр чемпионата мира 2009 года в хафпайпе.

## Спортивная карьера
Неоднократный призёр этапов северо-американского кубка, призёр национального чемпионата. В сезоне 2006—2007 года выиграл своё первое золото на этапе кубка мира в Сангву (Южная Корея). В следующем сезоне на этапах кубка мира дважды становился вторым: в Калгари (Канада) и Gujo-Gifu (Япония). В сезоне 2008—2009 годов также дважды поднимался на подиум.
На чемпионате мира 2009 года в Ангвоне (Южная Корея) стал серебряным призёром в хафпайпе. На олимпийских играх Джефф Бачелор дебютировал в 2010 году, но стал 32-м в квалификации и не прошёл в следующий круг соревнований.